# Christians Plejehus
Christians Plejehus var en militær forsorgsinstitution i København opkaldt efter kong Christian 7.
I 1767 oprettede de militære myndigheder Christians Plejehus, der var beregnet for gamle soldater, soldaters enker og forældreløse soldaterbørn. De første år havde institutionen til huse i en bygning i Store Kongensgade for derefter at flytte til Sølvgades Kaserne. I 1795 flyttede plejehuset til Egernførde, mens en filial fik til huse i en bygning med tilknytning til garderkasernen ved Rosenborg Slot.
Bygningen i Store Kongensgade, der stadig eksisterer, er tegnet af Christian Carl Pflueg og fredet. Den blev restaureret i 2009.
| Militær | Spire Denne artikel om militær er en spire som bør udbygges. Du er velkommen til at hjælpe Wikipedia ved at udvide den. |

55°41′12″N 12°35′24″Ø / 55.6867°N 12.59°Ø